# 太平车辆段
太平车辆段位于京沪高铁苏州北站以北1公里处，占地超过20公顷。它是苏州轨道交通2号线的车辆段，规模明显大于1号线的天平车辆段。太平车辆段于2011年9月开始建设，并与轨道交通2号线一起投入使用。
相比起已经投入使用的1号线天平车辆段，太平车辆段拥有上盖物业，进行商业、住宅等综合开发，并有车辆维护以外的其他设施。
2号线规划时确定太平车辆总规模为定临修2列位，周月检5列位，停车列检近期32列位，预留远期24列位。但为避免未来的建设对上盖物业的影响，太平车辆段按远期规模一次建设完成。车辆段场地内设计总规模为：定临修2列位，周月检5列位，停车列检48列位。